# Aurel Sebeșan
Aurel Sebeșan (n. 5 mai 1891, Secusigiu – d. secolul al XX-lea) a fost un deputat în Marea Adunare Națională de la Alba Iulia, organismul legislativ reprezentativ al „tuturor românilor din Transilvania, Banat și Țara Ungurească”, cel care a adoptat hotărârea privind Unirea Transilvaniei cu România, la 1 decembrie 1918.

## Activitatea politică
Ca deputat în Adunarea Națională din 1 decembrie 1918, Aurel Sebeșan a fost delegat al plasei Aradul Nou, după cum se poate constata din  „Gazeta oficială” a Consiliului Dirigent Român.